# Tiny Core Linux
Tiny Core Linux è una mini-distribuzione Linux con dimensione da 11 a 16 MB. Tiny Core a differenza di altre distribuzioni Linux di piccole dimensioni, presenta delle caratteristiche innovative. Il core della distribuzione gira per intero in RAM e ha un tempo di boot estremamente ridotto. I componenti principali del sistema sono un Kernel Linux 3.0, BusyBox, Tiny X, FLTK (Fast Light ToolKit).
Una barra delle applicazioni in stile macOS spicca come elemento di discontinuità rispetto a quelle tradizionali di GNOME e KDE. La distribuzione base non presenta nessuna applicazione utente ad eccezione di un browser che consente di accedere alla repository online delle estensioni.
Le estensioni sono file compressi (vedi Compressione dei dati) di tipo squashfs.
Navigando in archivio è possibile selezionare le applicazioni da utilizzare e installarle secondo uno dei 3 metodi proposti.

## Requisiti di sistema
minimi
da 46 a 128 MB di RAM, a seconda della versione
consigliati
processore almeno Pentium II e 128 MB di RAM

## Installazione estensioni
1. Cloud computing: Le estensioni scaricate usando il browser delle applicazioni esisteranno solo nella sessione corrente e saranno installate in RAM.
2. TCE/Installa: le applicazioni verranno scaricate, decompresse e ogni file risultante viene collegato al file system.
3. TCE/Installa + copyfs (copia nel file system): le applicazioni verranno scaricate, decompresse nel file system.

Esiste anche un modo ibrido di operare: Local/Install: installa le estensioni in una partizione Linux o un loop back file contenente la cartella /usr/local. Le estensioni che supportano questa modalità sono marcate come compatibili PPI nei loro .info file. L'obiettivo di Tiny Core è quello di essere un sistema Linux usabile in tutti i contesti, da quelli di “amministrazione e recovery” a quelli di normale produttività “desktop environment”. Le piattaforme hardware gestite da questa distribuzione sono la maggior parte di quelle ad oggi esistenti nel mondo dei computer desktop, dei notebook e dei netbook.

## Traduzione italiana
Nel repository ufficiale è disponibile l'estensione base-locale che contiene le traduzioni delle interfacce grafiche.